# Joe Coffey
Joseph Coffey (* 22. Mai 1988 in Glasgow, Schottland) ist ein schottischer Wrestler. Er steht derzeit bei der WWE unter Vertrag und tritt regelmäßig in deren Show NXT UK auf.

## Wrestling-Karriere

### Insane Championship Wrestling (2011–2018)
Am 6. Februar 2011 gab Coffey sein Debüt bei Insane Championship Wrestling. Am 3. April gelang es Coffey in nicht, die ICW Zero-G-Meisterschaft von Noam Dar zu gewinnen. Am 6. Mai 2012 bei Up In Smoke! hat er sich mit seinem Bruder Mark Coffey zusammengetan, um Andy Wild und Noam Dar in einem Turnier, um die ICW Tag Team Championship-Turniers zu besiegen. Am 1. Juli bei Insane In The Membrane wurden die Coffey Brothers im Halbfinale des Turniers besiegt.
Am 31. Juli 2016 besiegte er Big Damo und gewann die ICW Heavyweight Championship. Am 16. April 2017 bei BarraMania 3 besiegte Coffey Trent Seven und wurde zum zweiten Mal ICW Heavyweight Champion. Nach dem Match schloss er sich Red Lightning an, nachdem er Mark Dallas angegriffen hat. Bei Fear and Loathing X im SSE Hydro, verlor Joe den Titel an BT Gunn. Am folgenden Tag kündigte Joe via Twitter seinen Rücktritt von ICW nach 6 Jahren an. Am 29. April 2018 in Barramania 4, kehrte Joe zum Unternehmen zurück und forderte Bruder Mark zu einem ICW Zero-G-Championship Match heraus. Er gewann gegen ihn und somit den Titel.

### World Wrestling Entertainment (seit 2018)
Am 16. Mai 2018 wurde bekannt gegeben, dass Coffey einer von 16 Männern sein würde, die in einem One Night Turnier gegen Pete Dunne, um die NXT UK Championship antreten würden. Ihm Halbfinale verlor er jedoch gegen Travis Banks. Er debütierte dann bei NXT UK und gründete mit seinem Bruder und Wolfgang, dass Stable Gallus. Am 12. Januar 2019 in Blackpool forderte er Pete Dunne um den NXT UK Championship heraus, den Titel konnte er jedoch nicht gewinnen. Während des Sommers begann Coffey eine Fehde mit Dave Mastiff. In der Folge von NXT UK vom 10. Juli besiegte Gallus The Hunt & Dave Mastiff. Die Fehde gewann er gegen Mastiff.
Coffey kehrte in der Folge von NXT UK vom 3. Oktober zurück und unterstützte Gallus beim Angriff auf Mark Andrews und Morgan Webster. In der Folge von NXT UK am 24. Oktober unterbrach Gallus Imperium, indem er sich bei ihnen für die Eliminierung von British Strong Style bedankte, sagte jedoch, dass NXT UK ihr Königreich sei und sie den WWE UK-Champion Walter besiegen werden. Nachdem Alexander Wolfe von Imperium versucht hatte, Ilja Dragunov für Imperium zu rekrutieren, schloss sich Dragunov während der Fehde Gallus an. Nachdem Wolfe Dragunov in der Folge von NXT UK vom 21. November besiegt hatte, fehdeten sich Gallus und Imperium erneut. Eine Woche später, in der Folge vom 28. November, traten Gallus & Dragunov gegen Imperium an, aber dies endete mit No Contest. Das Einzelmatch gegen Walter verlor er und somit auch die Fehde.
Am 30. Juni 2020 wurde er von der WWE, aufgrund von Vorwürfen wegen sexuellen Fehlverhaltens suspendiert, die im Rahmen der # SpeakingOut-Bewegung veröffentlicht wurden. Am 23. Oktober 2020 wurde bekannt gegeben, dass er seine Rückkehr in die Shows feiern wird.

## Titel und Auszeichnungen
- Discovery Wrestling
  - Y Division Championship (1×)

- Insane Championship Wrestling
  - ICW World Heavyweight Championship (2×)
  - ICW Zero-G Championship (1×)
  - ICW "Iron Man" (2014 und 2015)
  - Wrestler of the Year Award (2014 und 2016)
  - Male Wrestler of the Bammy Year Award (2015)
  - Square Go! (2017)

- Pro Wrestling Elite
  - Elite Rumble (2017)

- Pro Wrestling Illustrated
  - Nummer 171 der Top 500 Wrestler in der PWI 500 in 2019

- Scottish Wrestling Alliance
  - Scottish Heavyweight Championship (2×)
  - SWA Laird of the Ring Championship (2×)
  - Battlezone Rumble (2014, 2015 und 2016)

- Target Wrestling
  - Target Wrestling Championship (1×)

- World Wide Wrestling League
  - W3L Tag Team Championship (1×) mit Mark Coffey

- WrestleZone
  - WrestleZone Undisputed Championship (1×)